# 富山県道356号林道温泉線
富山県道356号林道温泉線（とやまけんどう356ごう りんどうおんせんせん）は、富山県南砺市内を通る一般県道（富山県道）である。

## 概要

### 路線データ
- 起点：富山県南砺市林道40[1]（＝林道温泉）
- 終点：富山県南砺市城端字荒田町島4531[1]（＝城端中学前交差点、国道304号交点、富山県道291号才川七城端線終点）

## 歴史
- 1973年（昭和48年）3月31日 - 路線認定[1][2]

## 地理

### 通過する自治体
- 富山県南砺市

### 接続道路
- 国道304号、富山県道291号才川七城端線（南砺市城端字荒田町島・城端中学前交差点：終点）

### 周辺
- 林道温泉（現在は閉業）
- 関西電力 城端開閉所
- 北陸電力 城端開閉所
- 南砺市営泉沢団地
- 砺波地域消防組合 南砺消防署城端出張所
- 南砺市立城端中学校
- 日本オリゴ 本社・工場・研究所